# K-9 Mail
K-9 Mail je svobodný a otevřený e-mailový klient pro operační systém Android. Je napsaný v Javě a v Kotlinu, uvolněný pod licencí Apache a dostupný v softwarových repozitářích Google Play a F-Droid. Pro stahování e-mailů umí používat protokoly POP3 i IMAP (včetně varianty IMAP IDLE). Od června 2022 stojí za jeho vývojem dceřiná společnost nadace Mozilla a je v plánu jeho přejmenování na Thunderbird pro Android.
Pro koncové šifrování e-mailů podporuje K-9 Mail využití aplikace OpenKeychain.